# Russische Grondwetgevende Vergadering
De Russische grondwetgevende vergadering (Russisch: Всероссийское Учредительное собрание, Vserossiejskoje Oetsjreditelnoje sobranieje) was het democratisch gekozen orgaan dat een grondwet voor Rusland moest vaststellen. Een andere naam voor de Grondwetgevende Vergadering is Constituante. De Grondwetgevende Vergadering wordt algemeen beschouwd als het eerste democratisch gekozen orgaan in de Russische geschiedenis. De eerste bijeenkomst van de Grondwetgevende Vergadering werd gehouden op 18 en 19 januari 1918 en duurde 13 uur. De Grondwetgevende Vergadering werd ontbonden door de bolsjewistische communisten en de linkse sociaal-revolutionairen. Deze gebeurtenis wordt vaak gezien als het begin van de dictatuur van de bolsjewieken.

## Oorsprong
Een democratisch gekozen parlement en een Russische grondwet was een van de belangrijkste eisen van de liberalen en socialistische revolutionairen. Tijdens de Revolutie van 1905 had de tsaar bepaald dat de mensenrechten erkend zouden worden en dat er verkiezingen voor een parlement (staatsdoema) zouden worden gehouden. De Doema had niet de bevoegdheid gekregen om een nieuwe grondwet te schrijven of de monarchie af te schaffen. De macht van de Doema viel in de handen van de liberale Constitutioneel-Democratische Partij en de troedoviken in plaats van de marxisten. De tsaristische regering ontbond in juli 1906 de Doema en in 1907 werd een nieuwe Doema gekozen. De kieswet die door de regering na de tweede ontbinding op 16 juni 1907 werd ingevoerd, was in het voordeel van de landbezittende en de heersende klasse. Na 1907 werd de macht van de Doema verder beperkt door regelmatige veto's van de tsaar of de leden van het Hogerhuis. Daardoor werd de Doema niet gezien als representatief voor de lagere werkende klasse. De roep om een grondwetgevende vergadering  verkozen volgens het algemeen kiesrecht hield daardoor onverminderd aan.

## Achtergrond

### Voorlopige Regering
Na de abdicatie van tsaar Nicolaas II tijdens de Februarirevolutie van 1917 werd de macht aan de Voorlopige Regering overgedragen onder de leiding van de liberaal Georgi Lvov. De Voorlopige Regering werd zo genoemd omdat zij ontstaan was uit parlementariërs claimden dat ze voorlopig de macht in handen hadden om de verkiezingen van de Grondwetgevende Vergadering te organiseren. Zij waren in 1912 immers als laatste (vierde) Doema gekozen.
Groothertog Michael weigerde om zonder toestemming van een Grondwetgevende Vergadering de troon van zijn broer Nicolaas II over te nemen. Bovendien werd algemeen aangenomen dat alleen een Grondwetgevende Vergadering het staatsbestel in Rusland kon veranderen. Ondanks de oorspronkelijke belofte van verkiezingen voor een Grondwetgevende Vergadering riep de Voorlopige Regering - na de julidagen - de Russische republiek uit. Voor de monarchisten was dit onacceptabel.

### De bolsjewieken en de Grondwetgevende Vergadering
De positie van de bolsjewieken over Grondwetgevende Vergadering veranderde tijdens het jaar 1917. Net zoals alle andere socialistische partijen steunden ze de verkiezing van een Grondwetgevende Vergadering. Vladimir Lenin vond dat de vraag voor het uitroepen van een Grondwetgevende Vergadering als onderdeel van het bolsjewistische programma volledig gelegitimeerd was, omdat de Grondwetgevende Vergadering de hoogste vorm van een democratie representeerde. Na de terugkeer van Lenin uit Zwitserland in april 1917 veranderde het beleid doordat de bolsjewieken de slogan "Alle macht aan de Sovjets verkondigden. De bolsjewieken waren tegen "burgerlijke" parlementaire organen waren zoals de Grondwetgevende Vergadering. De bolsjewieken steunden de opkomst van direct gekozen raden van arbeiders die tijdens de Februarirevolutie opkwamen.
Op 7 november 1917 werd dit beleid uitgedragen tijdens de Oktoberrevolutie tegen de Voorlopige Regering in Petrograd. De opstand in Petrograd vond tegelijkertijd met het Tweede Al-Russische congres van sovjets van arbeiders en soldaten plaats. Tijdens het congres liepen de mensjewieken en de sociaal-revolutionairen weg uit protest tegen de bolsjewistische staatsgreep.
In de daaropvolgende weken verkregen de bolsjewieken steeds meer macht in stedelijke gebieden van Groot-Rusland in handen, maar nauwelijks in landelijk gebieden en in gebieden waar niet-Russische etnische groepen woonden. Ondanks dat de bolsjewieken de persvrijheid van alle niet-socialistische media beperkten en leden van de liberale Constitutioneel-Democratische Partij vervolgden, gingen de verkiezingen voor de Grondwetgevende Vergadering op 25 november, zoals voorgesteld door de Voorlopige Regering, toch door. De bolsjewistische regering riep zichzelf uit tot de nationale regering en zei dat ze de wil van de Grondwetgevende Vergadering zou opvolgen.

## Verkiezingsuitslagen

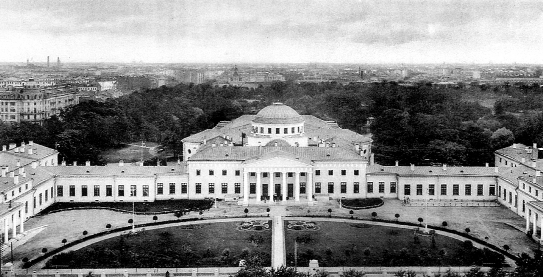
Foto van het Taurische Paleis

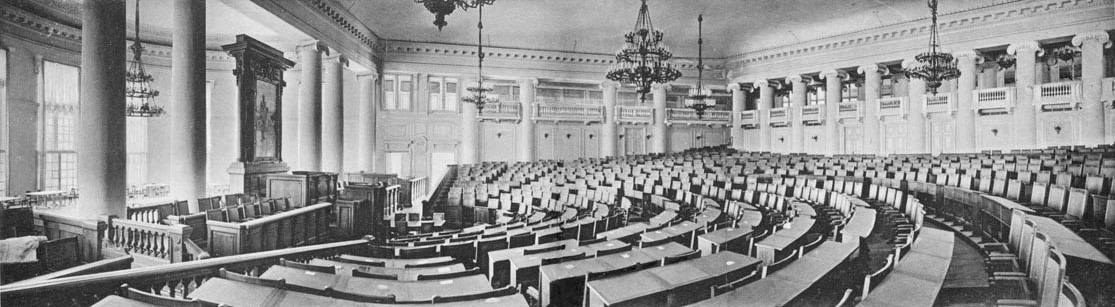
Vergaderzaal in het Taurische Paleis

De verkiezingen leken een succes, omdat zestig procent van de stemgerechtigden kwam opdagen. Als gevolg van de grote oppervlakte van het land, het feit dat de Eerste Wereldoorlog nog steeds aan de gang was en de slechte communicatiesystemen, waren de resultaten niet overal even goed beschikbaar. N.V. Svjatitski publiceerde de resultaten van 54 van de 79 kiesdistricten in Een jaar na de Russische Revolutie. 1917-18, gepubliceerd door de uitgeverij Zemlja i Volja uit Moskou in 1918 waarin en deze resultaten werden door alle partijen geaccepteerd.
De uitslag was dat de bolsjewisten tussen 22% en 25% van de resultaten en daarmee waren ze in de stedelijke districten en onder soldaten aan het front (twee derde van de stemmen) duidelijk als winnaar aan te wijzen. In Moskou kregen de bolsjewieken 47,9% van de stemmen, kregen de constitutioneel-democraten 35,7% van de stemmen en kregen de sociaal-revolutionairen 8,1% van de stemmen. Op het platteland kregen de sociaal-revolutionairen 57-58% van de stemmen (62% als stemmen op de geallieerde partijen erbij worden opgeteld) en hier woonde 80% van de bevolking. Er trad een splitsing op binnen de sociaal-revolutionairen, wat leidde tot steun aan de bolsjewieken door de linkervleugel van de sociaal-revolutionairen.

## Tussen de verkiezingen en het bijeenkomen van de Grondwetgevende Vergadering
Toen het erop begon te lijken dat de Grondwetgevende Vergadering meestal niet in het voordeel van de bolsjewieken uitwerkte, begonnen Lenin aan de toegevoegde waarde van deze instantie te twijfelen. Op 27 november vertelde Lenin op het bijzondere congres voor sovjetvolksvertegenwoordigers dat de Grondwetgevende Vergadering de burgers niet moest afleiden van de strijd tegen privé-eigendom.
Op 4 december 1917 bepaalde volkscommissaris voor de marine Pavel Dybenko dat 7.000 bolsjewistische matrozen uit Kronstadt "volledig alert" moesten blijven in het geval van een convocatie van de Grondwetgevende Vergadering, welke op 9 december kwam. Een bijeenkomst van 20.000 "soldaten, zeelieden, arbeiders en boeren" uit Kronstadt verklaarde dat ze alleen een Grondwetgevende Vergadering trouw bleef die "zo samengesteld is, dat deze de verworvenheden van de Oktoberrevolutie bevestigt", vrij van "aanhangers van Aleksej Kaledin en leiders van de burgerlijke contrarevolutie".
De splitsing van de sociaal-revolutionaire linkse en rechtse revolutionairen in november leidde uiteindelijk tot een coalitie tussen de bolsjewieken en de linkse sociaal-revolutionairen. Op 11 december 1917 verklaarde de sovjets de constitutioneel-democraten als "een partij die een gevaar voor het volk is". De Constitutioneel-Democratische Partij werd verboden en haar leiders werden opgepakt. De bijeenkomst van de Grondwetgevende Vergadering werd uitgesteld tot januari. De bolsjewieken gaven "technische moeilijkheden" en sabotage van de andere partijen de schuld van het uitstellen van de bijeenkomst.
Op 26 december 1917 werden de Theses over de Grondwetgevende Vergadering van Lenin anoniem gepubliceerd in de bolsjewistische krant Pravda. Hierin stelde Lenin dat "de revolutionaire sociaaldemocraten vanaf het begin van de revolutie van 1917 steeds vonden dat een Sovjetrepubliek een hogere vorm van democratie was dan een normale burgerlijke republiek met een Grondwetgevende Vergadering." Lenin beweerde tevens dat de Grondwetgevende Vergadering geen goede representatie van het Russische volk was. De partij met de meeste kiezers (de sociaal-revolutionairen) was gekozen met een eenheidslijst, maar had zich sindsdien opgesplitst in een linkse sociaal-revolutionaire partij die voor samenwerking met de bolsjewieken was en een rechtse sociaal-revolutionaire partij tegen de bolsjewieken. Haar vertegenwoordiging was daardoor niet meer representatief.
Niet alle leden van de bolsjewistische partij waren van plan om in te stemmen met deze plannen, omdat die erop leken dat de Grondwetgevende Vergadering in de verdrukking kwam. In december waren de gematigde bolsjewieken in de meerderheid. Tijdens een bijeenkomst van het centrale comité van de bolsjewieken op 24 december zorgde Lenin ervoor dat alle gedelegeerden zijn standpunt volgden.

## Bijeenkomst in Petrograd

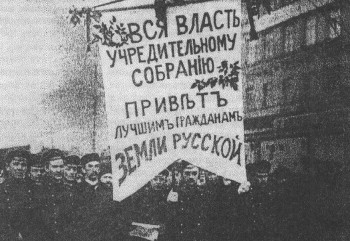
Demonstratie als steun voor de Constituante op 18 januari 1918

Op de ochtend van 18 januari kwam een grote menigte samen die de Constituante wilden steunen en ze marcheerden naar het Taurisch Paleis waar de Constituante zetelde, om steun te betuigen aan de Grondwetgevende Vergadering. De betogers werden vervolgd en de opstand werd door bolsjewieken neergeschoten.
De Grondwetgevende Vergadering kwam in het Taurische paleis bijeen tussen vier uur en twintig voor vijf in de nacht van 18–19 januari. De prominente bolsjewiek Ivan Skvortsov-Stepanov was door Lenin aangewezen om in een toespraak uit te leggen dat ze tegen de "burgerlijke democratie" waren en voorstander waren van een regering die boeren en arbeiders als een aparte klasse bestuurde.
De Grondwetgevende Vergadering werd gedomineerd door rechtse sociaal-revolutionairen die tegen de bolsjewieken waren. De leider van de rechtse sociaal-revolutionairen Viktor Tsjernov won met 244 tegen 153 stemmen van de linkse sociaal-revolutionaire Maria Spiridonova en werd daardoor tot voorzitter van de Grondwetgevende Vergadering verkozen. De bolsjewieken gingen niet akkoord en ze belegden het tweede congres voor sovjetafgevaardigden voor de raad. Deze afgevaardigden werden met 237 tegen 136 stemmen afgewezen.
Het was duidelijk dat de rechtse sociaal-revolutionairen die de Grondwetgevende Vergadering domineerden tegen een bolsjewistische regering was. De bolsjewieken en de linkse sociaal-revolutionairen belegden een bijeenkomst met het doel om de Grondwetgevende Vergadering te ontbinden. De volkscommissaris van de marine Fjodor Raskolnikov las een verklaring voor, waarna de bolsjewieken en de linkse sociaal-revolutionairen wegliepen. Lenin riep de soldaten om geen geweld tegen de gedelegeerden te gebruiken, maar te wachten totdat de bijeenkomst afgelopen was en de gedelegeerden uit zichzelf naar buiten waren gekomen. Rond vier uur vond het hoofd van de beveiliging van het paleis, een anarchistische matroos genaamd A. G. Dzjeleznjakov, het genoeg en hij zei tegen Tsjernov dat de bewakers moe waren en dat verzocht werd om de vergadering te sluiten zodat iedereen naar huis kon gaan.
De rechtse sociaal-revolutionairen probeerden gedurende de laatste minuten van de raadsvergadering socialistische wetten aan te nemen die door de Voorlopige Regering niet aangenomen waren. Tsjernov betoogde tegen het decreten over Land en Vrede waar de "Wet voor het land" die de sociaal-revolutionairen geschreven hadden, omdat deze wet een radicale landhervorming doorvoerden. Door deze wet ontstond er een Russische federatieve republiek, maar de ratificering van deze beslissing van de Voorlopige Regering gebeurde pas in volgde pas in september 1917. De Grondwetgevende Vergadering deed een verzoek om aan te sluiten bij de Entente om tot een vrede in de Eerste Wereldoorlog te komen. De Grondwetgevende Vergadering stemde in met de voorstellen en de volgende bijeenkomst werd gepland op 19 januari 1918 van 17:00 uur tot 4:00 uur in de volgende morgen. Toen de gedelegeerden terugkwamen was het paleis op slot en de regering van bolsjewieken en linkse sociaal-revolutionairen verklaarde dat de Grondwetgevende Vergadering ontbonden was. Meteen hierna werd het derde congres voor volksvertegenwoordigers belegd waar, na het opheffen van de Grondwetgevende Vergadering, de bolsjewieken de meerderheid hadden. Het decreet tot opheffing van de Grondwetgevende Vergadering werd door het Al-Russisch Centraal Uitvoerend Comité geratificeerd.

## Van Petrograd naar Samara
De leden van de Grondwetgevende Vergadering kwamen na de sluiting van het Taurische paleis bij elkaar in de Goerevitsj school waar ze een aantal geheime bijeenkomsten hielden, maar de condities bleken zeer gevaarlijk vanwege de vervolgingen door de bolsjewieken. Ze wilden op een nieuwe locatie in de Tsentralna Rada in Kiev, bijeenkomen maar op 28 januari moesten ze de stad ontvluchten. De Grondwetgevende Vergadering speelde daardoor als institutie geen rol meer.
De sociaal-revolutionaire leden van het comité kwamen in januari bijeen waarbij ze afzagen van geweld tegen de bolsjewieken. In plaats daarvan steunden ze groepen het Al-Russisch Centraal Uitvoerend Comité, de Sovjet van Petrograd en andere sovjetinstanties waar ze tijdens de bolsjewistische opstand in oktober (de Oktoberrevolutie) tegen gevochten hadden. Ze hoopten dat ze de nieuwe verkiezingen van de sovjets zouden winnen als zou zijn gebleken dat de bolsjewieken geen oplossing hadden voor de sociale en economische problemen. Ze verwachtten daardoor de meerderheid in lokale sovjets te krijgen waardoor er een mogelijkheid ontstond om de Grondwetgevende Vergadering opnieuw op te richten.
Het plan van de sociaal-revolutionairen om de sovjets naar hun hand te zetten lukte maar gedeeltelijk. Dit ondanks dat in de winter en de lente van 1918 de rechtse sociaal-revolutionairen die tegen de bolsjewieken waren een meerderheid in diverse raden kregen. Het plan werd gedwarsboomd door de bolsjewistische overheid die  de verkiezingsuitslagen niet wilden erkennen. De bolsjewiek N.V. Kopulov uit Toela schreef in de eerste maanden van 1918 een brief aan het centrale comité van de bolsjewistische partij dat "na de bolsjewistische machtsovername de houding en het gemoed van de arbeiders begon te veranderen. De bolsjewistische afgevaardigden werden meer en meer teruggetrokken en de algemene situatie begon er steeds slechter uit te zien. Ondanks dat er een schisma had plaatsgevonden binnen de sociaal-revolutionairen en de linkse revolutionairen op onze hand waren, werd de situatie er elke dag instabieler. We zagen ons genoodzaakt om nieuwe verkiezingen tegen te houden omdat ze niet in ons voordeel waren."
Door het tekenen van de Vrede van Brest-Litovsk door de bolsjewieken op 3 maart 1918 zagen de sociaal-revolutionairen het bolsjewistische bestuur steeds meer als een Duitse inmenging. De sociaal-revolutionairen waren tijdens besprekingen in Moskou bereid om een bondgenootschap aan te gaan met de constitutioneel-democraten. 
De onderhandelingen om gezamenlijk op te treden liepen spaak toen de Sociaal-Revolutionaire Partij erop stond dat de Grondwetgevende Vergadering, zoals verkozen in november 1917, opnieuw opgericht werd. De constitutioneel-democraten  wilden daarentegen nieuwe verkiezingen, omdat ze het in de eerste verkiezingen slecht gedaan hadden.

## Comité voor heroprichting van de Constituante in Samara
Op 7 mei 1918 werd het achtste vergadering van de socialistische partij in Moskou gehouden en ze besloten om een opstand onder de bolsjewieken te ontketenen met het doel om de Grondwetgevende Vergadering lam te leggen. Terwijl de voorbereidingen hiervoor in volle gang waren werd in mei en juni 1918 door het Tsjechisch Legioen in Siberië de Oeral en de Wolgaregio het bolsjewistische regime omvergeworpen. Hierdoor ging het bestuur van de sociaal-revolutionairen omver en ze steunden deze troepen. Op 8 juni vormden vijf leden van de Grondwetgevende Vergadering in Samara het Comité van Leden van de Constitutionele Raad en ze riepen zichzelf uit als de nieuwe hoogste autoriteit in het land.
De raad kreeg de steun van het Tsjechisch Legioen en die kreeg de mogelijkheid om zijn autoriteit over grote delen van Rusland uit te spreiden onder de Russen. In tegenstelling tot gebieden waar veel Kozakken woonden, grote groepen militairen aanwezig waren en liberale regeringen actief waren die vaak botsten met de belangen van de raad. De raad functioneerde tot september 1918 toen er een discussie kwam om het aantal leden van de raad tot 90 toe te laten nemen. In deze periode werd de zogenaamde "staatsconferentie" gehouden, waarin alle antibolsjewistische regeringen van de Wolga tot aan de Stille Oceaan gerepresenteerd waren die samen de "Russische Opperste Raad" vormden.
Het doel was om de Grondwetgevende Vergadering opnieuw op te richten als er aan hun eisen voldaan zou worden. De eerste eis was dat de activiteiten van de regering gebonden zijn aan de Grondwetgevende Vergadering. De raad had het recht om zich bij het uitvoeren van alle activiteiten om te steunen op de algemeen geldende rechten van de constitutionele raad. De raad verankert zich doordat alle wettelijke lichamen van de Voorlopige Regering geen enkele poging zullen doen om de rechten van de rechten van de grondwetgevende raad in te perken of zijn werkzaamheden zal verhinderen. De andere eis was om zo snel mogelijk na de heroprichting van de grondwetgevende raad verantwoording van alle activiteiten hieraan af te leggen. De nieuwe opperste raad zou onder de grondwetgevende raad, die de hoogste autoriteit in het land had, vallen.
Het Al-Russisch comité van de Grondwetgevende Vergadering bleef functioneren als de "Raad van leden van de Grondwetgevende Vergadering" maar ze hadden geen echte macht meer. Het bestuur in Oefa verklaarde dat: "Alle mogelijke steun aan het comité van leden van de grondwetgevende raad is noodzakelijk. De steun was nodig om de raad als een wettelijk staatsorgaan te laten voortbestaan en om zijn eigen taak om de leden van de grondwetgevende raad elders te huisvesten. De locatie waarop de raad bijeen zou komen was op dat moment nog niet bekend. Dit was een poging om de leden van de raad aan te sporen om zich tegen de huidige weerstand die de raad ondervond te verzetten waardoor de activiteiten in de huidige samenstelling moest blijven uitvoeren."
Aanvankelijk leek de overeenkomst de steun van de socialisten te krijgen van het revolutionaire centrale comité. De socialisten stuurde Nikolai Avksentiev en Vladimir Zenzinov, twee leden  van de rechtervleugel van de partij, naar het uit vijf personen bestaande bestuur in Oefa afvaardigden. Tsjernov wist, na zijn aankomst op 19 september 1918 in Samara, het centrale comité ervan te overtuigen dat ze hun steun aan de raad op moesten zeggen omdat die te conservatief was en dat de komst van de sociaal-revolutionairen zou nutteloos zijn. Dit zorgde ervoor dat de raad in een machtsvacuüm terechtkwam. Op 18 november werd door rechtse gedelegeerden de admiraal Aleksandr Koltsjak als de nieuwe "opperste leider" van de raad aangewezen.

## Opheffing
Door de aanstelling van Koltsjak werd de raad in Samara opgeheven. Tsjernov noemde de raad de "derde weg" naast de bolsjewieken en de witten. De onafhankelijke politiek van de sociaal-revolutionaire partij was niet succesvol en hierna viel de uit fracties bestaande partij uit elkaar. De rechtse sociaal-revolutionairen vluchten met hun leiders Avksentiev en Zenzinov verlieten op verzoek van Koltsjak het land. De linkse sociaal-revolutionairen verenigden zich met de bolsjewisten. Tsjernov probeerde met zijn aanhangers in december 1918 tegen Koltsjak in opstand te komen. De opstand werd neergeslagen en de deelnemers werden geëxecuteerd. In februari 1919 besloot het centrale comité van de sociaal-revolutionaire partij dat de bolsjewieken de minst slechte van twee kwaden waren, waarop ze hun gewapende verzet opgaven. De bolsjewieken gaf het centrale comité van de sociaal-revolutionaire partij de ruimte om in Moskou bijeen te komen en een eigen partijkrant uit te laten geven. In maart 1918 werden de leden gearresteerd en ze zaten tijdens de Russische Burgeroorlog in de gevangenis. Tsjernov ging ondergronds verder. De gevangengenomen leden van het centrale comité stonden in 1922 voor de rechter waar de leiders van het comité de doodstraf opgelegd kregen, die echter niet werd uitgevoerd.
De fractie die voor de Grondwetgevende Vergadering was, was op dit moment uitgeschakeld. In de Russische politiek was er geen steun meer om de Grondwetgevende Vergadering opnieuw op te richten. Op 26 mei 1919 boden de geallieerden hun steun aan Koltsjak onder een aantal voorwaarden, waaronder vrije verkiezingen op alle niveaus, aan. Op 4 juni 1919 ging Koltsjak akkoord met de meeste van de voorwaarden. Hij weigerde echter om de Grondwetgevende Vergadering te heroprichten volgens de verkiezingsuitslagen van november 1917, omdat deze verkiezingen onder bolsjewistische druk en niet vrij verlopen waren. Op 12 juli 1919 lieten de geallieerden Koltsjak vallen omdat ze ontevreden over zijn reactie waren en het plan om de Grondwetgevende Vergadering met de oorspronkelijke verhoudingen opnieuw op te richten werd afgeschaft.
Koltsjak vocht samen met Anton Denikin, de leider van de Witten in Zuid-Rusland, tegen het bolsjewistische regime. Ze onderschreven het principe van "niet-gevolmachtigden", wat betekende dat ze geen enkel sociaal of politiek systeem in Rusland zouden erkennen voordat de bolsjewieken verdreven waren. Koltsjak en Denikin spraken met elkaar af dat er geen terugkeer zou zijn naar het verleden en dat er geen enkele vorm van representatie van het volk meer zou zijn. Er werden publicaties uitgegeven door de leiders van de Witten over dit onderwerp en voornamelijk nadat ze de Russische Burgeroorlog verloren hadden. Het is nooit helemaal duidelijk geworden uit welke vleugel van de Witten ze de oorlog gewonnen zouden hebben de boventoon gevoerd zou hebben en welke vorm de verkiezingen van de Grondwetgevende Vergadering zouden hebben en hoe ze precies gehouden zouden verlopen. De vraag hoe de Witten de verkiezingen zouden beïnvloeden en welke partijen mee mochten doen was een kwestie die minder prioriteit had.
Na de bolsjewistische overwinning in de Russische Burgeroorlog in de winter van 1920 kwamen er 38 leden van de Grondwetgevende Vergadering in 1921 in Parijs bijeen om een nieuw uitvoerend comité te vormen. De commissie bestond uit de leider van de constitutioneel-democraten Pavel Miljoekov, een leider van de progressieve partij Aleksandr Konovalov, een van de leden van de voormalige Grondwetgevende Vergadering in Oefa en Avksentjev en de leider van de Voorlopige Regering van Kerenski. Net zoals alle organisaties die tegen de bolsjewieken waren, was deze raad niet succesvol.